# Роуэн (рестлер)
Джозеф Рууд (англ. Joseph Ruud, род. 28 ноября 1981, Миннеаполис, Миннесота) — американский рестлер. Он наиболее известен по своей работе в WWE, где он выступал под именем Эрик Роуэн (позже просто Роуэн) с 2011 по 2020 год, а также с 2024 года.
Ранее выступавший в Японии, где он тренировался и выступал в Pro Wrestling Noah, Рууд подписал контракт с WWE в 2011 году. Он был направлен на территорию развития компании, Florida Championship Wrestling (FCW), а затем дебютировал на бренде NXT в 2012 году в составе команды «Семья Уайаттов» вместе с Брэем Уайаттом и Люком Харпером. В дальнейшем он стал однократным командным чемпионом NXT (с Харпером) и двукратным командным чемпионом WWE SmackDown (один раз с Харпером и один раз с Дэниелом Брайаном). Рууд был уволен из WWE в апреле 2020 года.

## Титулы и достижения
- French Lake Wrestling Association
  - Чемпион FLWA в тяжёлом весе (1 раз)
- Pro Wrestling Illustrated
  - № 57 в топ 500 рестлеров в рейтинге PWI 500 в 2014[2]
- Wrestling Observer Newsletter
  - Лучший образ (2013) «Семья Уайаттов»[3]
- WWE
  - Командный чемпион WWE SmackDown (2 раза) — с Харпером (1) и Дэниелом Брайаном (1)[4]
  - Командный чемпион NXT (1 раз) — с Люком Харпером[5]
  - Slammy Award (1 раз)
    - Матч года (2014) — «Команда Сины» против «Команды „Власти“» на Survivor Series[6]